# Општина Андријевица
Општина Андријевица се налази на истоку Црне Горе, на граници са Албанијом. Седиште општине је у градском насељу Андријевици. Према резултатима пописа из 2023. године имала је 3.910 становника.

## Насељена места
У општини се налази 25 насељених места. Извршене су измене у броју насељених места у општини у односу на стари Закон о територијалној организацији: насељено место Анџелати има нови назив Сућеска-Анџелате, док је формирано и ново насеље Навотина.

## Становништво

### Национални састав становништва општине по попису 2023. године
| Национални састав (са уделом преко 1%)‍ | Национални састав (са уделом преко 1%)‍ | Национални састав (са уделом преко 1%)‍ | Национални састав (са уделом преко 1%)‍ | Национални састав (са уделом преко 1%)‍ |
| -------------------------------------- | -------------------------------------- | -------------------------------------- | -------------------------------------- | -------------------------------------- |
|                                        |                                        |                                        |                                        |                                        |
| Срби                                   | Срби                                   |                                        | 2.640                                  | 67,52%                                 |
| Црногорци                              | Црногорци                              |                                        | 1.119                                  | 28,62%                                 |
| остали                                 | остали                                 |                                        | 46                                     | 1,17%                                  |
| неизјашњени                            | неизјашњени                            |                                        | 105                                    | 2,69%                                  |
| укупно: 3.910                          |                                        |                                        |                                        |                                        |

### Национални састав становништва општине по попису 2011. године
| Национални састав (са уделом преко 1%)‍ | Национални састав (са уделом преко 1%)‍ | Национални састав (са уделом преко 1%)‍ | Национални састав (са уделом преко 1%)‍ | Национални састав (са уделом преко 1%)‍ |
| -------------------------------------- | -------------------------------------- | -------------------------------------- | -------------------------------------- | -------------------------------------- |
|                                        |                                        |                                        |                                        |                                        |
| Срби                                   | Срби                                   |                                        | 3.137                                  | 61,86%                                 |
| Црногорци                              | Црногорци                              |                                        | 1.646                                  | 32,46%                                 |
| остали                                 | остали                                 |                                        | 93                                     | 1,83%                                  |
| неизјашњени                            | неизјашњени                            |                                        | 195                                    | 3,85%                                  |
| укупно: 5.071                          |                                        |                                        |                                        |                                        |

### Верски састав становништва општине по попису 2023. године
| Верски састав (са уделом преко 1%)‍ | Верски састав (са уделом преко 1%)‍ | Верски састав (са уделом преко 1%)‍ | Верски састав (са уделом преко 1%)‍ | Верски састав (са уделом преко 1%)‍ |
| ---------------------------------- | ---------------------------------- | ---------------------------------- | ---------------------------------- | ---------------------------------- |
|                                    |                                    |                                    |                                    |                                    |
| Православци                        | Православци                        |                                    | 3.822                              | 97,75%                             |
| остали                             | остали                             |                                    | 35                                 | 0,89%                              |
| неизјашњени                        | неизјашњени                        |                                    | 53                                 | 1,36%                              |

### Верски састав становништва општине по попису 2011. године
| Верски састав (са уделом преко 1%)‍ | Верски састав (са уделом преко 1%)‍ | Верски састав (са уделом преко 1%)‍ | Верски састав (са уделом преко 1%)‍ | Верски састав (са уделом преко 1%)‍ |
| ---------------------------------- | ---------------------------------- | ---------------------------------- | ---------------------------------- | ---------------------------------- |
|                                    |                                    |                                    |                                    |                                    |
| Православци                        | Православци                        |                                    | 4.909                              | 96,80%                             |
| атеисти и агностици                | атеисти и агностици                |                                    | 5                                  | 0,10%                              |
| остали                             | остали                             |                                    | 77                                 | 1,52%                              |
| неизјашњени                        | неизјашњени                        |                                    | 80                                 | 1,58%                              |

### Језички састав становништва општине по попису 2023. године
| Језички састав (са уделом преко 1%)‍ | Језички састав (са уделом преко 1%)‍ | Језички састав (са уделом преко 1%)‍ | Језички састав (са уделом преко 1%)‍ | Језички састав (са уделом преко 1%)‍ |
| ----------------------------------- | ----------------------------------- | ----------------------------------- | ----------------------------------- | ----------------------------------- |
|                                     |                                     |                                     |                                     |                                     |
| Српски језик                        | Српски језик                        |                                     | 2.954                               | 75,55%                              |
| Црногорски језик                    | Црногорски језик                    |                                     | 773                                 | 19,77%                              |
| остали                              | остали                              |                                     | 105                                 | 2,69%                               |
| неизјашњени                         | неизјашњени                         |                                     | 78                                  | 1,99%                               |

### Језички састав становништва општине по попису 2011. године
| Језички састав (са уделом преко 1%)‍ | Језички састав (са уделом преко 1%)‍ | Језички састав (са уделом преко 1%)‍ | Језички састав (са уделом преко 1%)‍ | Језички састав (са уделом преко 1%)‍ |
| ----------------------------------- | ----------------------------------- | ----------------------------------- | ----------------------------------- | ----------------------------------- |
|                                     |                                     |                                     |                                     |                                     |
| Српски језик                        | Српски језик                        |                                     | 3.903                               | 76,97%                              |
| Црногорски језик                    | Црногорски језик                    |                                     | 973                                 | 19,19%                              |
| остали                              | остали                              |                                     | 61                                  | 1,20%                               |
| неизјашњени                         | неизјашњени                         |                                     | 134                                 | 1,64%                               |